# Theridion qingzangense
Theridion qingzangense är en spindelart som beskrevs av Hu 200. Theridion qingzangense ingår i släktet Theridion och familjen klotspindlar. Inga underarter finns listade i Catalogue of Life.